# Coupe de Belgique de football 2022-2023
 (mars 2023).
Navigation
Édition précédente Édition suivante
La Coupe de Belgique 2022-2023 est la 68e édition de la Coupe de Belgique. Son nom commercial est la « Croky Cup », du nom d'une marque de chips.
Chronologiquement, cette édition connaît un déroulement habituel, avec les tours préliminaires qui débutent fin juillet 2022, puis s'écoulent, au rythme d'un tour par week-end, jusqu'au 30 août 2022. Toutefois, en raison de la reprise hâtive du championnat professionnel (les deux plus hautes divisions), le cinquième tour préliminaire est ventilé entre la fin août et le dernier week-end de septembre 2022.
Cette édition est la sixième après la réforme de la hiérarchie des divisions au sein du football belge réalisée en vue de la saison 2016-2017. Contrairement à ce que le site de la fédération a publié durant l'été 2020, l'appellation des séries, du 4e et du 5e niveau reste, respectivement la « D2 Amateur » et « D3 Amateur ». Malgré la répartition des clubs sur base de leur régime linguistique, les niveaux 4 et 5 restent considérés comme « nationaux ».

## Fonctionnement et règlement
La coupe est jouée sous forme de matchs à élimination directe. Toutes les rencontres se déroulent en une seule manche, à l'exception des demi-finales qui font l'objet de rencontres aller-retour. Les équipes de Division 1A (Jupiler Pro League) commencent l'épreuve à partir des seizièmes de finale, sauf les deux derniers classés du championnat 2021-2022: R. FC Seraing et K. Beerschot VA.
À partir du quatrième tour préliminaire, toutes les rencontres en une manche font l'objet d'une prolongation de deux fois 30 minutes si les adversaires sont à égalité au terme des 90 minutes initialement prévues. Si l'égalité subsiste après cela, la qualification se joue aux tirs au but. Lors des trois premiers tours préliminaires, en cas d'égalité après 90 minutes, le départage se fait par des tirs au but directement, sans avoir recours à une prolongation. 

### Généralités
314 clubs participent à l'épreuve. 
Cinq tours préliminaires concernent les clubs issus de tous les niveaux inférieurs à la Jupiler Pro League. Au total, les équipes proviennent des divisions suivantes:
- 120 clubs provinciaux (p-)
- 64 clubs de Division 3 Amateur (D3)
- 48 clubs de Division 2 Amateur (D2)
- 16 clubs de Nationale 1 (N1)
- 8 clubs de Proximus League (II)
- 18 clubs de Jupiler Pro League (I)

#### Pandémie de Covid-19
Depuis le printemps 2020, la fédération belge de football met en place un Protocole Covid-19 que les clubs et leurs affiliés sont tenus d'appliquer dans les différentes compétitions. Les directives s’adaptent régulièrement à l'évolution de la pandémie.

## Calendrier
| Nom                                                               | Tirage au sort    | Date aller                                         | Date retour                                        | Équipes participantes | Équipes restantes |
| ----------------------------------------------------------------- | ----------------- | -------------------------------------------------- | -------------------------------------------------- | --------------------- | ----------------- |
| Cinquième tour préliminaire                                       | 6 juillet 2022    | 27 et 28 août 2022, 6, 21, 24 et 25 septembre 2022 | 27 et 28 août 2022, 6, 21, 24 et 25 septembre 2022 | 32 (?)                | 16                |
| Seizièmes de finale                                               | 27 septembre 2022 | 8, 9 et 10 novembre 2022                           | 8, 9 et 10 novembre 2022                           | 32 (16+16*)           | 16                |
| Huitièmes de finale                                               | 10 novembre 2022  | 20, 21 et 22 décembre 2022                         | 20, 21 et 22 décembre 2022                         | 16                    | 8                 |
| Quarts de finale                                                  | 22 décembre 2022  | 10, 11 et 12 janvier 2023                          | 10, 11 et 12 janvier 2023                          | 8                     | 4                 |
| Demi-finales                                                      | 12 janvier 2023   | 1 et 2 février 2023                                | 1 et 2 mars 2023                                   | 4                     | 2                 |
| Finale                                                            | 30 avril 2023     | 30 avril 2023                                      | 30 avril 2023                                      | 2                     | 1                 |
| * entrée des 16 clubs restant de la D1 belge (Jupiler Pro League) |                   |                                                    |                                                    |                       |                   |

## Cinquième tour préliminaire
Le 5e tour est joué de manière décousue en termes de calendrier. Cela est dû à l'entrée en compétition des deux équipes de Division 1A (Jupiler Pro League) et des formations de Division 1B (Challenger Pro League). Ces deux divisions professionnelles ont débuté leur championnat respectif bien plus tôt. Cette saison, c'est surtout le cas de la Jupiler Pro League dont la journée inaugurale a exceptionnellement eu lieu dès le 22 juillet 2022, en raison de l'interruption prévue par la programmation tout aussi exceptionnelle de la Coupe du Monde de la FIFA du 20 novembre au 18 décembre 2022.
- L'ordre du tirage au sort a été inversé pour les rencontres no 271 et no 282.

| Tour | No  | Date              | Équipe 1                          | Équipe 2                 | Score 90 min | Score 120 min | T au B |
| ---- | --- | ----------------- | --------------------------------- | ------------------------ | ------------ | ------------- | ------ |
| T5   | 270 | 27 août 2022      | K. VV THES Sport Tessenderlo (N1) | Hoogstraten VV ( N1)     | 3-1          |               |        |
| T5   | 272 | 28 août 2022      | R. Francs Borains (N1)            | K. Rupel Boom FC (N1)    | 3-1          |               |        |
| T5   | 273 | 28 août 2022      | R. Cappellen FC (D2)              | K. SK Heist (N1)         | 2-1          |               |        |
| T5   | 274 | 28 août 2022      | K. Patro Eisden Maasmechelen (N1) | K. VK Westhoek (D2)      | 3-0          |               |        |
| T5   | 277 | 28 août 2022      | R. FC Meux (D2)                   | K. Sporting Hasselt (D2) | 4-1          |               |        |
| T5   | 278 | 28 août 2022      | K.SC Lokeren-Temse (D2)           | Tempo Overijse M-T (D3)  | 1-0          |               |        |
| T5   | 280 | 6 septembre 2022  | K. VC St-Eloois-Winkel Sport (N1) | R. FC Seraing (I)        | 0-2          |               |        |
| T5   | 276 | 21 septembre 2022 | K. Bocholter VV (D2)              | KM SK Deinze (II)        | 1-2          |               |        |
| T5   | 269 | 23 septembre 2022 | K. FC Dessel Sport (N1)           | R. Excelsior Virton (II) | 1-1          | 2-1           |        |
| T5   | 267 | 24 septembre 2022 | K. Lierse Kempenzonen (II)        | K. RC Mechelen ( D2)     | 5-1          |               |        |
| T5   | 271 | 24 septembre 2022 | RWD Molenbeek (II)                | K. SV Oudenaarde (D2)    | 3-0          |               |        |
| T5   | 268 | 24 septembre 2022 | FC Verbroering Dender EH ( II)    | K. SC Dikkelvenne (D2)   | 2-0          |               |        |
| T5   | 282 | 24 septembre 2022 | K. Lommel SK (II)                 | RAAL La Louvière ( N1)   | 2-0          |               |        |
| T5   | 275 | 25 septembre 2022 | K. SC Eendracht Alost (D2)        | K. VC Westerlo ( I)      | 1-1          | 1-3           |        |
| T5   | 279 | 25 septembre 2022 | R. Knokke FC (N1)                 | K. Beerschot VA ( II)    | 0-4          |               |        |
| T5   | 281 | 25 septembre 2022 | URSL Visé (N1)                    | K. SK Beveren (II)       | 0-2          |               |        |

## Seizièmes de finale
Les seize clubs de Jupiler Pro League non encore concernés entrent en compétition.

### Participants
Quatre des cinq divisions nationales sont représentées par au moins un club. Il n'y a plus de formations évoluant en Division 3 Amateur.
Les « petits Poucets » de cette édition sont trois formations du 4e niveau : deux évoluent en « Division 2 Amateur VV » et une en « Division 2 Amateur ACFF». Les deux clubs néerlandophones en question ne jouent pas dans la même série de « D4 ».

#### Par régions
| Régions            | Total | JPL (I) | CPL (II) | N1 | D2 |
| ------------------ | ----- | ------- | -------- | -- | -- |
| Région bruxelloise | 3     | 2       | 1        | 0  | 0  |
| Région flamande    | 24    | 13      | 6        | 3  | 2  |
| Région wallonne    | 5     | 3       | 0        | 1  | 1  |
| TOTAUX             | 32    | 18      | 7        | 4  | 3  |

#### Par provinces
Comme lors de l'édition précédente, les provinces du Brabant wallon et de Luxembourg n'ont plus de représentants à ce niveau de l'épreuve.
| #  | Provinces                       | Total | JPL (I) | CPL (II) | N1 | D2 | Détails Clubs Amateurs                                |
| -- | ------------------------------- | ----- | ------- | -------- | -- | -- | ----------------------------------------------------- |
| 1  | Province d'Anvers               | 8     | 4       | 2        | 1  | 1  | K. FC Dessel Sport, R. Cappellen FC                   |
| 2  | Province du Brabant flamand     | 1     | 1       | 0        | 0  | 0  |                                                       |
| 3  | Bruxelles - ACFF                | 3     | 2       | 1        | 0  | 0  |                                                       |
| 4  | Province de Flandre-Occidentale | 5     | 5       | 0        | 0  | 0  |                                                       |
| 5  | Province de Flandre-Orientale   | 5     | 1       | 3        | 0  | 1  | K. SC Lokeren-Temse                                   |
| 6  | Province de Hainaut             | 2     | 1       | 0        | 1  | 0  | R. Francs Borains                                     |
| 7  | Province de Liège               | 3     | 3       | 0        | 0  | 0  |                                                       |
| 8  | Province de Limbourg            | 5     | 2       | 1        | 2  | 0  | Patro Eisden Maasmechelen, KVV THES Sport Tessenderlo |
| 10 | Province de Namur               | 1     | 0       | 0        | 0  | 1  | R. FC Meux                                            |
|    | TOTAUX                          | 32    | 18      | 7        | 4  | 4  |                                                       |

### Résultats
- = Tenant du trophée
- Les rencontres sont jouées entre le mardi 8 et le jeudi 10 novembre 2022.
  - Quinze formations de Jupiler Pro League et une de Challenger Pro League atteignent le tour suivant.
  - Le Club de Bruges, l'Antwerp et Anderlecht contraints de passer par une prolongation voir des tirs au but.
  - Excellente prestation et donc belle résistance du « petit Poucet » de Meux (Division 2 Amateur).

| OT    | Dates            | à domicile                        | à l'extérieur              | Scores 90' | Scores 120' | T a B |
| S 1   | 8 novembre 2022  | FC Verbroedering Dender EH (II)   | R. Standard de Liège (I)   | 0-1        |             |       |
| S 2   | 10 novembre 2022 | K. Lierse Kempenzonen (II)        | R. SC Anderlecht (I)       | 2-2        | 2-2         | 8-9   |
| S 3   | 8 novembre 2022  | KM SK Deinze (II)                 | K. AS Eupen (I)            | 3-0        |             |       |
| S 4   | 9 novembre 2022  | K. VC Westerlo ( I)               | K. RC Genk (I)             | 0-1        |             |       |
| SF-05 | 9 novembre 2022  | K. Lommel SK (II)                 | SV Zulte-Waregem (I)       | 0-1        |             |       |
| S 6   | 10 novembre 2022 | K. Beveren SK (II)                | R. Antwerp FC (I)          | 2-2        | 2-2         | 2-4   |
| S 7   | 9 novembre 2022  | Cercle Brugge K. SV (I)           | K. Beerschot VA ( II)      | 3-1        |             |       |
| 8     | 9 novembre 2022  | K. Patro Eisden Maasmechelen (N1) | Club Brugge KV (I)         | 0-0        | 0-2         |       |
| S 9   | 9 novembre 2022  | K. St-Truidense VV (I)            | R. FC de Meux (D2)         | 1-0        |             |       |
| S 10  | 9 novembre 2022  | K. SC Lokeren-Temse (D2)          | Yellow Red KV Mechelen (I) | 0-5        |             |       |
| S 11  | 9 novembre 2022  | K. FC Dessel Sport (N1)           | K. AA Gent (I)             | 0-5        |             |       |
| S 12  | 8 novembre 2022  | R. Francs Borains (N1)            | OH Leuven (I)              | 0-5        |             |       |
| S 13  | 9 novembre 2022  | K. VV THES Sport Tessenderlo (N1) | KV Oostende (I)            | 1-4        |             |       |
| S 14  | 10 novembre 2022 | RWD Molenbeek (II)                | KV Kortrijk (I)            | 1-3        |             |       |
| S 15  | 8 novembre 2022  | R. FC Seraing (I)                 | R. Charleroi SC (I)        | 1-1        | 4- 1        |       |
| S 16  | 9 novembre 2022  | R. Cappellen FC (D2)              | R. Union St-Gilloise (I)   | 1-7        |             |       |

#### Seizièmes de finale – Fiches techniques 1 à 4
Pour faciliter la lecture, les seizièmes de finale sont proposés en quatre groupes de quatre rencontres. Celles-ci sont proposées dans l'ordre chonologique dans lequel elles sont jouées.

#### Seizièmes de finale – Fiches techniques 5 à 8
Pour faciliter la lecture, les seizièmes de finale sont proposés en quatre groupes de quatre rencontres. Celles-ci sont proposées dans l'ordre chonologique dans lequel elles sont jouées.

#### Seizièmes de finale – Fiches techniques 9 à 12
Pour faciliter la lecture, les seizièmes de finale sont proposés en quatre groupes de quatre rencontres. Celles-ci sont proposées dans l'ordre chonologique dans lequel elles sont jouées.

#### Seizièmes de finale – Fiches techniques 13 à 16
Pour faciliter la lecture, les seizièmes de finale sont proposés en quatre groupes de quatre rencontres. Celles-ci sont proposées dans l'ordre chonologique dans lequel elles sont jouées.

## Huitièmes de finale
Le tirage au sort des huitièmes de finale est effectué le jeudi 10 novembre 2022, peu après la fin de la rencontre entre le Lierse et Anderlecht en Seizième de finale.

### Participants
Les cinq représentants de Flandre occidentale de l'élite sont encore en lice. Par contre, il n'y a plus ni Hennuyer, ni Namurois.

#### Par régions
| Régions            | Total | JPL (I) | CPL (II) |
| ------------------ | ----- | ------- | -------- |
| Région bruxelloise | 2     | 2       | 0        |
| Région flamande    | 12    | 11      | 1        |
| Région wallonne    | 2     | 2       | 0        |
| TOTAUX             | 16    | 15      | 0        |

#### Par provinces
- Derniers rescapés de la Challenger Pro League,les Orangés de Deinze sont donc les « petits » de ces Huitièmes de finale.

| # | Provinces                       | Total | JPL (I) | CPL (II) |  |
| - | ------------------------------- | ----- | ------- | -------- |  |
| 1 | Province d'Anvers               | 2     | 2       | 0        |  |
| 2 | Province du Brabant flamand     | 1     | 1       | 0        |  |
| 3 | Bruxelles - ACFF                | 2     | 2       | 0        |  |
| 4 | Province de Flandre-Occidentale | 5     | 5       | 0        |  |
| 5 | Province de Flandre-Orientale   | 2     | 1       | 1        |  |
| 7 | Province de Liège               | 2     | 2       | 0        |  |
| 8 | Province de Limbourg            | 2     | 2       | 0        |  |
|   | TOTAUX                          | 16    | 15      | 1        |  |

### Résultats
Les rencontres sont jouées entre le 20 et le 22 décembre 2022.
| OT  | Dates            | à domicile                 | à l'extérieur            | Scores 90' | Scores 120' | T a B |
| H 1 | 20 décembre 2022 | R. Antwerp FC (I)          | R. Standard de Liège (I) | 4-0        |             |       |
| H 2 | 20 décembre 2022 | Yellow Red KV Mechelen (I) | R. SC Seraing (I)        | 1-0        |             |       |
| H 3 | 21 décembre 2022 | Club Brugge KV (I)         | K. St-Truidense VV (I)   | 1-4        |             |       |
| H 4 | 20 décembre 2022 | R. Union St-Gilloise (I)   | KV Oostende (I)          | 2-1        |             |       |
| H 5 | 21 décembre 2022 | K. RC Genk (I)             | R. SC Anderlecht (I)     | 1-0        |             |       |
| H 6 | 20 décembre 2022 | OH Leuven (I)              | KV Kortrijk (I)          | 1-3        |             |       |
| H 7 | 21 décembre 2022 | KM SK Deinze (II)          | SV Zulte-Waregem (I)     | 1-2        |             |       |
| H 8 | 20 décembre 2022 | K. AA Gent (I)             | Cercle Brugge K. SV (I)  | 0-0        | 2-0         |       |

## Quarts de finale

### Participants

#### par Régions
| Régions            | Total | JPL (I) | CPL (II) |
| ------------------ | ----- | ------- | -------- |
| Région bruxelloise | 1     | 1       | 0        |
| Région flamande    | 7     | 7       | 0        |
| Région wallonne    | 0     | 0       | 0        |
| TOTAUX             | 8     | 8       | 0        |

#### par Provinces
| # | Provinces                       | Total | JPL (I) | CPL (II) |  |
| - | ------------------------------- | ----- | ------- | -------- |  |
| 1 | Province d'Anvers               | 2     | 2       | 0        |  |
| 3 | Bruxelles - ACFF                | 1     | 1       | 0        |  |
| 4 | Province de Flandre-Occidentale | 2     | 2       | 0        |  |
| 5 | Province de Flandre-Orientale   | 1     | 1       | 0        |  |
| 8 | Province de Limbourg            | 2     | 2       | 0        |  |
|   | TOTAUX                          | 8     | 8       | 0        |  |

### Résultats
Les rencontres sont programmées les 11 et 12 janvier 2023.
| OT   | Dates           | à domicile               | à l'extérieur              | Scores 90' | Scores 120' | T a B |
| QF-1 | 11 janvier 2023 | KV Kortrijk (I)          | Yellow Red KV Mechelen (I) | 0-1        |             |       |
| QF-2 | 11 janvier 2023 | SV Zulte-Waregem (I)     | K. St-Truidense VV (I)     | 2-0        |             |       |
| QF-3 | 11 janvier 2023 | K. RC Genk (I)           | R. Antwerp FC (I)          | 0-3        |             |       |
| QF-4 | 12 janvier 2023 | R. Union St-Gilloise (I) | K. AA Gent (I)             | 4-0        |             |       |

#### Quarts de finale - Fiches techniques
| Remplaçants :                             |
| Atemona 46e , Wasinski 58e , Regáli 80e . |

| Remplaçants :               |
| 68e Van Hecke, 90+3e Soelle |

| Remplaçants :                             |
| Atemona 46e , Wasinski 58e , Regáli 80e . |

| Remplaçants :               |
| 68e Van Hecke, 90+3e Soelle |

| Remplaçants :                                                    |
| Ndour 67e , Rommens 68e , Sørmo 77e , Offor 77e , Demuynck 86e . |

| Remplaçants :                                                   |
| 6e (GK) Coppens, 66e Koita, 66e Smets, 66e Bauer, 77e Teixeira. |

| Remplaçants :                                                    |
| Ndour 67e , Rommens 68e , Sørmo 77e , Offor 77e , Demuynck 86e . |

| Remplaçants :                                                   |
| 6e (GK) Coppens, 66e Koita, 66e Smets, 66e Bauer, 77e Teixeira. |

| Remplaçants :                                                                    |
| Sor 57e , Preciado 57e , Castro 57e , Ally Samatta 67e , · Ottara Mohammed 77e . |

| Remplaçants :                                               |
| 69e Bataille, 75e Nsimba, 57e Scott, 75e Frey, 86e Fischer. |

| Remplaçants :                                                                    |
| Sor 57e , Preciado 57e , Castro 57e , Ally Samatta 67e , · Ottara Mohammed 77e . |

| Remplaçants :                                               |
| 69e Bataille, 75e Nsimba, 57e Scott, 75e Frey, 86e Fischer. |

| Remplaçants :                                                                |
| Lapoussin 12e , Eckert 66e , Puertas 66e , François 66e , · El Azzouzi 76e . |

| Remplaçants :                                                            |
| 46e J. de Sart, 46e Cuypers, 46e Salah, 73e Castro-Montes, · 82e Marreh. |

| Remplaçants :                                                                |
| Lapoussin 12e , Eckert 66e , Puertas 66e , François 66e , · El Azzouzi 76e . |

| Remplaçants :                                                            |
| 46e J. de Sart, 46e Cuypers, 46e Salah, 73e Castro-Montes, · 82e Marreh. |

## Demi-finales
Le tirage au sort des demi-finale est effectué le vendredi 13 janvier 2023. Le dernier carré est composé uniquement d'anciens vainqueurs, à savoir (dernier succès entre parenthèses):
- R. Antwerp FC (2020), 3 victoires en 4 finales jouées ;
- YR KV Mechelen (2019) 2 victoires en 4 finales jouées ;
- SV Zulte-Waregem (2017) 2 victoires en 3 finales jouées ;
- R. Union St-Gilloise (1914) 2 victoires en 2 finales jouées.

### Participants

#### Par régions
| Régions            | Total | JPL (I) | CPL (II) |
| ------------------ | ----- | ------- | -------- |
| Région bruxelloise | 1     | 1       | 0        |
| Région flamande    | 3     | 3       | 0        |
| TOTAUX             | 4     | 4       | 0        |

#### Par provinces
| # | Provinces                       | Total | JPL (I) | CPL (II) |
| - | ------------------------------- | ----- | ------- | -------- |
| 1 | Province d'Anvers               | 2     | 2       | 0        |
| 2 | Bruxelles - ACFF                | 1     | 1       | 0        |
| 3 | Province de Flandre-Occidentale | 1     | 1       | 0        |

### Résultats
Les rencontres sont programmées les 1er et 2 février 2023 pour les manches aller et un mois plus tard pour les manches retour, c'est-à-dire les 1er et 2 mars 2023.
Selon l'expression habituelle, le tirage propose « une finale avant la lettre » en opposant deux formations du top 4 de la Jupiler League, l'Antwerp FC et l'Union St-Gilloise.
| Match | Dates      | Hôte                     | Visiteur                 | Scores 90' | Scores 120' | T a B |
| DF-1A | 01/02/2023 | R. Union St-Gilloise (I) | R. Antwerp FC (I)        | 1-0        |             |       |
| DF-1R | 02/03/2023 | R. Antwerp FC (I)        | R. Union St-Gilloise (I) | 1-0        | 1-0         | 4-3   |
| DF2A  | 02/02/2023 | SV Zulte-Waregem (I)     | YR KV Mechelen (I)       | 1-2        |             |       |
| DF-2R | 28/02/2023 | YR KV Mechelen (I)       | SV Zulte-Waregem (I)     | 1-0        |             |       |

### Résultats «Aller»
| Remplaçants :   |
| Vertessen 75e . |

| Remplaçants : |
| 81e Kerk.     |

| Remplaçants :   |
| Vertessen 75e . |

| Remplaçants : |
| 81e Kerk.     |

| Remplaçants :                                 |
| Fila 40e , Drambayev 78e , Dani Ramírez 87e . |

| Remplaçants :                                                          |
| 6e Bates, 69e Van Hecke, 70e da Cruz, 79e Malede, 79e Van Hoorenbeeck. |

| Remplaçants :                                 |
| Fila 40e , Drambayev 78e , Dani Ramírez 87e . |

| Remplaçants :                                                          |
| 6e Bates, 69e Van Hecke, 70e da Cruz, 79e Malede, 79e Van Hoorenbeeck. |

### Résultats «Retour»
| 28 février 2023 | YR KV Mechelen (I)                              | 1-0   | SV Zulte-Waregem (I)        |                                                                       |                                                                       |
| 20h45           | 76e Bates                                       | (0-0) |                             | AFAS-stadion Achter de Kazerne, Malines Arbitrage : Bel Van Driessche | AFAS-stadion Achter de Kazerne, Malines Arbitrage : Bel Van Driessche |
| 20h45           | 51e Van Hoorenbeeck · 56e Ngoy · 77e Verstraete |       | Ciranni · 37e Leye · Vossen | AFAS-stadion Achter de Kazerne, Malines Arbitrage : Bel Van Driessche | AFAS-stadion Achter de Kazerne, Malines Arbitrage : Bel Van Driessche |

| 2 mars 2023 | R. Antwerp FC (I) | 1-0 (4-3) | R. Union Saint-Gilloise (I) |  |  |
| 20h45       |                   | (0-0)     |                             |  |  |

## Finale
La finale 2023 est jouée le 30 avril 2023 au stade Roi Baudouin.

### Feuille de match
| Finale                           | YR KV Mechelen | 0 - 2   | R. Antwerp FC                                                | Stade Roi Baudouin, Bruxelles |                             |
| lundi 30 avril 2023 14 h 30 CEST |                | (0 - 1) | 35e (pen.) Janssen · 81e Balikwisha                          | Arbitrage : Jonathan Lardot   | Arbitrage : Jonathan Lardot |
| lundi 30 avril 2023 14 h 30 CEST | 43e Lavalée    | Rapport | 6e Bataille · 9e Alderweireld · 86e De Laet · 87e Balikwisha | Arbitrage : Jonathan Lardot   | Arbitrage : Jonathan Lardot |

## Nombre d'équipes par division
| Division   | Quatrième tour préliminaire | +  | Cinquième tour préliminaire | +   | Seizièmes de finale | Huitièmes de finale | Quarts de finale | Demi- finales | Finale |
| ---------- | --------------------------- | -- | --------------------------- | --- | ------------------- | ------------------- | ---------------- | ------------- | ------ |
| I          | N/A                         | +2 | 2                           | +16 | 18                  | 15                  | 8                | 4             | 2      |
| II         | x                           | +6 | 8                           |     | 7                   | 1                   | x                | x             | x      |
| N1         | x                           |    | 11                          |     | 4                   | x                   | x                | x             | x      |
| N2         | x                           |    | 10                          |     | 3                   | x                   | x                | x             | X      |
| N3         | x                           |    | 1                           |     | x                   | x                   | x                | x             | x      |
| Provincial | x                           |    | x                           |     | x                   | x                   | x                | x             | x      |
| Total      | 48                          | +8 | 32                          | +16 | 32                  | 16                  | 8                | 4             | 2      |